# Damaszener Frühling

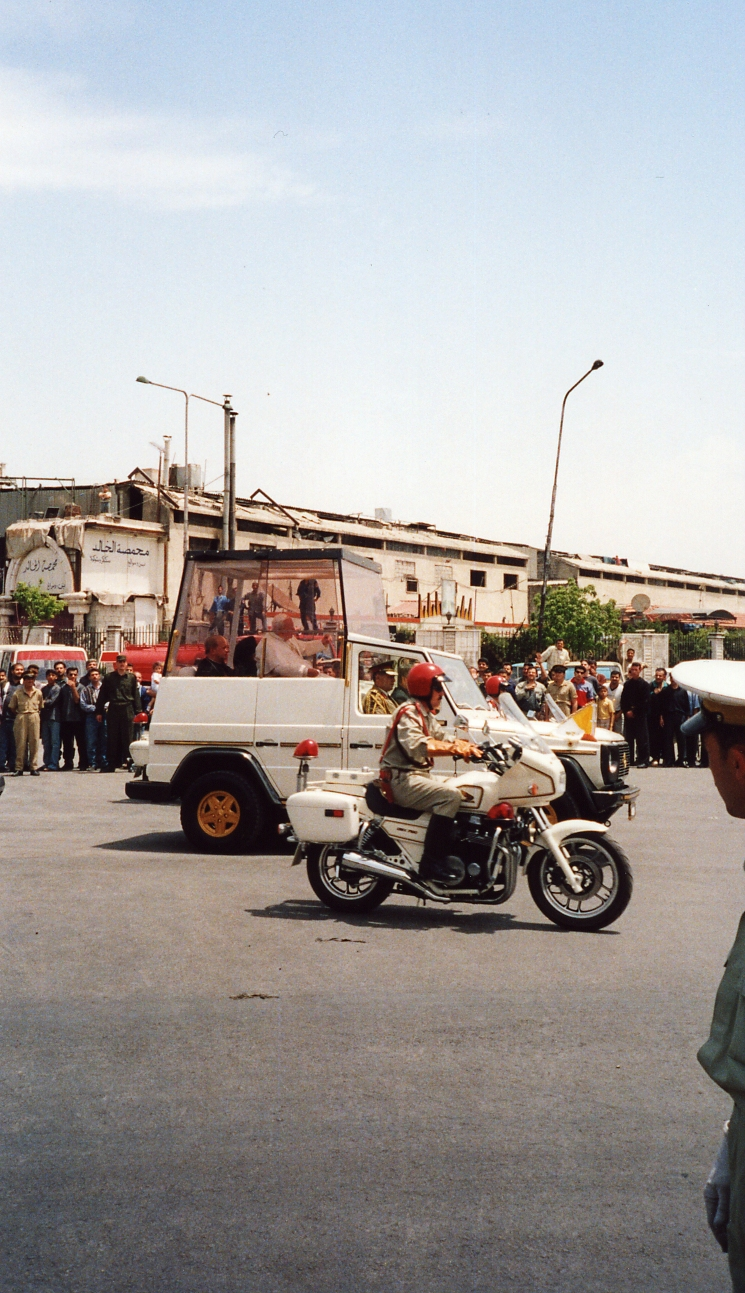
Papst Johannes Paul II. in Damaskus – der Papstbesuch 2001 wurde als Zeichen der Aussöhnung zwischen den religiös-politischen Gruppen gesehen

Der Damaszener Frühling (selten übersetzt: deutsch Damaskuser Frühling; französisch Printemps de Damas; arabisch ربيع دمشق, DMG Rabīʿ Dimašq) war eine Periode intensiver politischer und sozialer Debatten in Syrien, die nach dem Tod des langjährigen Diktators Hafiz al-Assad im Juni 2000 begann, aber bis zu einem bestimmten Grad nur bis zum Herbst 2001 anhielt, da die meisten der damit verbundenen Aktivitäten von der Regierung unter Baschar al-Assad unterdrückt wurden.

## Hintergrund
Offiziell eine Volksrepublik, stand Syrien seit 1963 unter dem Notstandsgesetz und wurde diktatorisch von der Baath-Partei regiert; das Staatsoberhaupt war seit 1970 ein Mitglied der Assad-Familie.
Unter Hafis al-Assad, Präsident von Syrien von 1970 bis zu seinem Tod im Jahre 2000, wurde jegliche politische Aktivität strikt kontrolliert, und von 1980 an war eine effektive Oppositionsaktivität nahezu unmöglich. Fünf Hauptsicherheitsorgane dienten vor allem dazu, abweichende politische Meinungen abzuhören: Durch den seit 1963 existierenden Ausnahmezustand wenden Militärgerichte das Kriegsrecht an und Sondergerichte verhandeln politische Fälle unter Missachtung von Menschenrechten und der Rechtsstaatlichkeit. Politische Gefangene wurden regelmäßig gefoltert und unter menschenunwürdigen Bedingungen gefangengehalten.
Von 1998 an schwächte sich der Grad der Repression merklich ab. Nach dem Tode von Hafis al-Assad im Juni 2000 wurde sein Sohn Baschar al-Assad als Präsident eingesetzt.

## Ereignisse
Der Damaszener Frühling wurde vor allem durch das Aufkommen von verschiedenen muntadāt charakterisiert, auch als „Salons“ oder „Forums“ bezeichnet. Gruppen von gleichgesinnten Personen trafen sich in privaten Häusern, wobei sie Neuigkeiten mündlich austauschten und politische Angelegenheiten und weitere soziale Fragen diskutierten. Das Phänomen der Salons breitete sich rapide in Damaskus und in einem geringeren Ausmaß auch in anderen Städten wie Latakia und Aleppo aus. Langjährige Mitglieder der syrischen Opposition trugen zur Ausbreitung der Bewegung auch bei sich als apolitisch bezeichnenden Intellektuellen bei, darunter auch Omar Amiralay. Mitglieder der Syrischen Kommunistischen Partei und reformorientierte Baath-Mitglieder. Die bedeutendsten der Foren waren das Riad-Seif-Forum und das Nationale Dschamal al-Atassi-Dialogforum.
Der Damaszener Frühling kann so betrachtet werden, dass er für eine gewisse Anzahl von politischen Forderungen mobilisierte, die im Manifest der 99 ausgedrückt werden, das von bekannten Intellektuellen unterzeichnet wurde. Diese Forderungen waren vor allem die Aufhebung des Ausnahmezustands und die Abschaffung des Kriegsrechts und der Sondergerichte, die Freilassung aller politischen Gefangenen, die Rückkehr politischer Flüchtlinge ohne die Furcht vor Verfolgung und das Recht, politische Parteien und Bürgerorganisationen zu gründen. Zu diesen wurde oft die präzisere politische Forderung hinzugefügt, dass der Artikel 8 der syrischen Verfassung aufgehoben werden sollte. Dieser Artikel schreibt vor, dass die Arabische Sozialistische Baath-Partei den Staat und die Gesellschaft führt.
Der Damaszener Frühling hatte einen großen Einfluss in der arabischen Welt, und ursprünglich gab es einen beträchtlichen Optimismus, dass er zu echtem Wandel führen würde. Der Autor der staatlich-syrischen Zeitung Tishrin kündigte an, dass er die Absicht habe, ein Komitee zu gründen, um bekannte Intellektuelle wie Maher Charif, Ahmad Barqawi und Yusuf Salameh bei der Herausgabe einer neuen Meinungsseite einzubeziehen, aber es blieb bei Lippenbekenntnissen. Die Salons debattierten viele politische und soziale Fragen, von der Stellung der Frau zur Beschaffenheit der Erziehungsmethoden sowie die israelische Besetzung der palästinensischen Territorien.
Anfänglich zeigte sich das Regime unsicher darüber, wie man auf den Damaszener Frühling antworten solle. Im November 2000 wurden hunderte politischer Gefangener freigelassen, als das berüchtigte Mezze-Gefängnis geschlossen wurde. Dieser Schritt galt in der Presse als „Höhepunkt des Damaskuser Frühlings“. Allerdings fiel das Regime schon nach einem Jahr in seine Methoden der Unterdrückung zurück. So bereiteten 2001 eine Reihe von Verhaftungen und die erzwungene Schließung der Salons dem Damaszener Frühling ein Ende. Einige der Forenteilnehmer und Organisatoren, die für eine längere Zeit eingesperrt wurden, waren Ma'mun al-Homsi und Riad Seif, die beschuldigt wurden, „die Änderung der Verfassung durch illegalen Weg zu beabsichtigen“ und „zu rassischem und sektiererischen Unfrieden anzustiften“. Sie wurden vom Damaszener Strafgericht für insgesamt fünf Jahre ins Gefängnis geschickt. Die anderen acht Aktivisten, Riad al-Turk, Aref Dalila, Walid al-Bunni, Kamal al-Labwani, Habib Salih, Hasan Sadun, Habib Isa und Fawwaz Tello wurden durch das Oberste Staatssicherheitsgericht zu Haftstrafen zwischen zwei und 10 Jahren verurteilt.
Obwohl die Verhaftungswelle den Damaszener Frühling beendete, dauern seine Effekte an: Syrische Intellektuelle haben weitere Erklärungen herausgegeben, die das Manifest der 99 wiederholen, darunter die Damaszener Erklärung; weiterhin haben kleinere Demonstrationen in Damaskus stattgefunden; und bis 2005 war es einem der Salons, dem Nationalen Dschamal al-Atassi-Dialogforum, erlaubt, sich zu betätigen. Das Nationale Dschamal-al-Atassi-Dialogforum („Atassi-Forum“) wurde geschlossen, nachdem ein Mitglied eine Aussage der verbotenen syrischen Muslimbruderschaft gelesen hatte, einer sunnitischen islamistischen Terrororganisation, die blutige Anschläge gegen die säkulare Regierung von Hafis al-Assad in den frühen 1980er Jahren verübte und tausende Regierungsbeamte und Anhänger der religiösen Minderheit der Alawiten ermordete. Bei von den Muslimbrüdern verübten Anschlägen kamen auch viele Zivilisten ums Leben. Doch auch das Regime machte klar, dass eine Kollaboration mit der Muslimbruderschaft, obwohl die Exilführerschaft als die mit Abstand stärkste Oppositionsbewegung in Syrien betrachtet wird, eine „rote Linie“ darstellt, die nicht überschritten werden dürfe.

## Nachwirkungen
Als Folge des intensiven internationalen Drucks auf das syrische Regime nach dem Tod des libanesischen Ministerpräsidenten  Rafik al-Hariri im Februar 2005 und der Veröffentlichung des  UN-Mehlis-Berichts wurden die Intellektuellen Syriens wieder mutiger. Demokratie- und Menschenrechtsaktivisten wie Wissam Tarif fuhren damit fort, sich für demokratischen Wandel innerhalb Syriens einzusetzen, obwohl sie aus dem Land vertrieben wurden. Ende Oktober 2005 wurde eine Erklärung, die zu einer demokratischen Reform aufrief, vom größten Teil der Opposition verabschiedet, einschließlich der radikalislamischen Muslimbruderschaft. Die Regierung hat sich bislang von jeglicher ernsthaften Aktion gegen die Unterzeichner zurückgehalten. Am 18. Januar 2006 ließ die Regierung fünf politische Gefangene, die mit dem Damaszener Frühling verbunden waren, frei. Analytiker sahen das als einen Versuch der angeschlagenen Regierung nach dem beispiellosen internationalen Druck infolge des Attentats auf Hariri wieder in besserem Licht dazustehen. Im Jahre 2011 flammten die Proteste wieder auf und führten in den Syrischen Bürgerkrieg.